# Jacob Aaron Estes
Jacob Aaron Estes est un réalisateur et scénariste américain né le 6 septembre 1972 dans le comté de Tulare (Californie).

## Filmographie

### Réalisateur
- 2001 : Summoning, court métrage (également scénariste)
- 2004 : Mean Creek (également scénariste)
- 2011 : The Details (également scénariste)
- 2019 : Don't Let Go (également scénariste)

### Scénariste
- 2005 : Nearing Grace (en) de  Rick Rosenthal